# 南美副齒脂鯉
南美副齒脂鯉（学名：Deuterodon singularis），為輻鰭魚綱脂鯉目脂鯉亞目脂鯉科的其中一個種，為熱帶淡水魚，分布於南美洲图巴朗河及达马德里河流域，體長可達8.8公分，棲息底中層水域，生活習性不明。

## 扩展阅读
- 維基物種上的相關：南美副齒脂鯉